# Dysdera minuta
Dysdera minuta là một loài nhện trong họ Dysderidae.
Loài này thuộc chi Dysdera. Dysdera minuta được Christa Deeleman-Reinhold miêu tả năm 1988.